# Ashrama
Ashrama eller ashram (betyder även eremitage) är en avskild plats för de hinduer som vill dra sig tillbaka och ägna sig åt meditation men är även en samlingsplats för dem som vill leva ett liv i askes, vilket oftast sker under ledning av en guru. I Indien finns det en mängd olika typer av ashrama som även besöks av västerlänningar. På vissa ashrama kräver man en viss typ av klädsel som vita dräkter medan andra ashrama inte är så strikta. De flesta ashramanerna är vegetariska och i modern tid kan ashrama även åsyfta andliga hälsoklubbar eller budgethotell med religiös prägel. Ashramaidén har även utvecklats inom kristendomen, av den amerikanske indienmissionären Stanley Jones.

## Läran om livets stadier
Ashrama betyder även läran om hinduers livsstadier. Denna ashrama-föreställning uppstod under 400-talet f.Kr. och betydde då att personer kunde välja om man ville leva ett isolerat liv i vildmarken där man intensivt levde ett praktiskt religiöst liv. Utövarna av ashrama började sedan dela upp livet i fyra stadier där varje stadium måste uppfyllas innan man kunde gå vidare till nästa.
Det första stadiet kallas lärjungestadiet (brahmacarya) där man förverkligar dharma och utbildar sig för att kunna förtjäna sitt eget levebröd. Andra stadiet kan man kalla familjestadiet (grhastha) och här förväntas man gifta sig och skaffa barn och bli en del av samhället. Det tredje stadiet heter Vanaprastha och det börjar vid femtioårsåldern då man antagligen har hunnit förverkliga sina önskningar kring familjen och man drar sig tillbaka till skogen. Det sista och fjärde stadiet kallas Sannyasa-stadiet och nu förväntas man avsäga sig alla bindningar till den materiella världen och man förverkligar moksha genom ett liv som munk.
I praktiken är det så att bara för man är hindu behöver det inte vara så att men lever efter detta mönster, som inom alla religioner finns det både sekulariserade och traditionella grupper. Vissa använder de fyra stadierna som en ram men utövar dem inte fullt ut. Anledningen till att man följer dessa stadier är att följa sin religiösa och moraliska plikt för att vara trogen mot sin dharma.